# 말레이시아의 종교
말레이시아의 종교 (2020년)

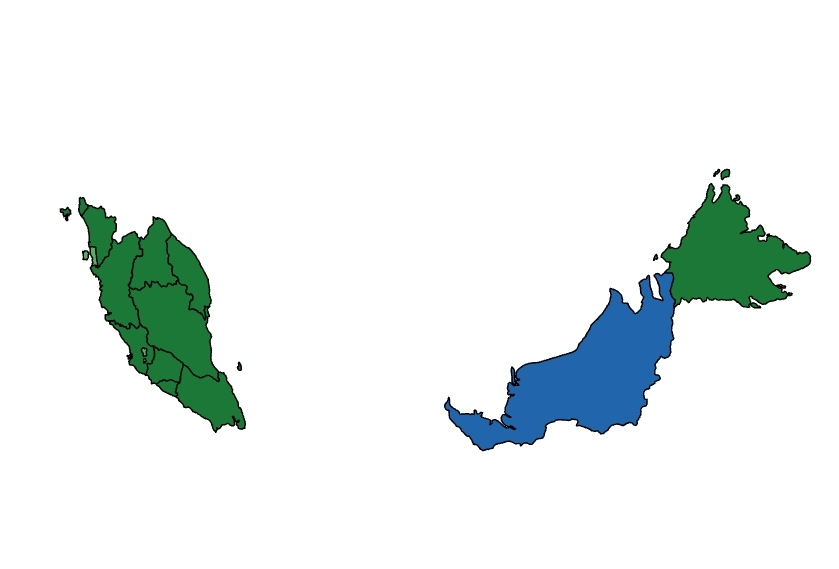
2020년 인구 조사에 따른 주별 말레이시아의 우세 종교.
Dark green: 이슬람교 절대 다수 > 50%
Light green: 이슬람교 다수 < 50%
Blue: 기독교 절대 다수 > 50%

이슬람교가 헌법 제3조에 따라 말레이시아의 국교이다. 한편 다른 종교들을 말레이시아 내 비말레이족 시민권자들이 따르고 있다. 추가로, 제160조에 따라, 말레이시아 말레이인으로 여겨진 자는 이슬람교도가 되어야만 한다. 2020년 인구 가정 조사 기준, 말레이시아인의 63.5%가 이슬람교를 따랐고, 18.7%가 불교를, 9.1%가 기독교를, 6.1%가 힌두교를, 그 외 2.7%가 다른 종교를 따르거나 관련 정보를 주지 않았다. 그 외 자에 대해서는 애니미즘, 민간신앙, 시크교, 바하이교, 그 외 종교 등을 포함한 다른 신앙으로 기록되어 있다. 사라왁주와 피낭주 등의 주와 쿠알라룸푸르 같은 연방 지역에는 비이슬람교 다수 집단들이 존재한다. 말레이시아에서 본인을 무신론자로 나타내는 자들의 수는 이슬람교를 배교하는 것이 말레이시아의 무슬림들에게는 금지되어 있어 적다. 이에 따라, 실제 무신론자나 개종자의 수는 배척 및 박해를 당한 두려움으로 알아내기 어렵다. 말레이시아는 정부의 무신론자에 대한 차별로 인권 단체들의 비판에 놓여 있으며, 일부 각료는 "종교의 자유는 종교로부터의 자유가 아니다"라고 말하기도 하였다.
말레이시아의 이슬람교는 수니파 신학 중 샤피이파로 대표되며 이슬람교의 다른 종파를 따르는 것 (시아파등)은 정부로부터 많은 제한을 받고 있다. 말레이시아 헌법은 종교의 자유를 보장하는 한편 이슬람교를 말레이시아 사회 내 그 중요성을 상징하기 위해 '연방의 종교'로 세웠다. 말레이시아 화교는 대승불교, 중국의 민간신앙 (도교) 등 여러 종교를 따른다. 힌두교는 인도계 말레이시아인이 대다수를 따르고 있으며, 기독교는 소규모 지역 사회, 특히 동말레이시아에 자리 잡고 있다.
말레이시아 내 이슬람교와 다른 종교 집단 간의 관계는 일반적으로 꽤나 관용적이며, 서로 다른 종교 집단의 구성원들은 특히 민족성과 종교를 기반으로 더 동질적인 개인적 관계를 맺는 경향이 있다. 이드, 베사카, 성탄, 설날, 디왈리 등이 국경일로 지정되어 있다. 인종, 종교, 정치 등이 말레이시아에서 밀접하게 뒤엉켜 있고 다양한 단체들이 서로 다른 집단들 간의 종교적 이해를 촉진하기 위해 설립되어 있다.

## 종교 분포
전세계 모든 주요 종교들은 말레이시아 내 상당한 신도들을 두고 있다. 인구주택총조사에서 이 종교들을 따르는 말레이시아 인구 비율을 대략적으로 보여준다:
| 연도   | 이슬람교 | 불교  | 기독교 | 힌두교 | 유교, 도교, 그 외 중국 민간 신앙 | 그 외 종교 | 무교 또는 정보 없음 |
| ------ | -------- | ----- | ------ | ------ | -------------------------------- | ---------- | ------------------- |
| 2000년 | 60.4%    | 19.2% | 9.1%   | 6.3%   | 2.6%                             |            | 2.4%                |
| 2010년 | 61.3%    | 19.8% | 9.2%   | 6.3%   |                                  | 1.7%       | 1.7%                |
| 2020년 | 63.5%    | 18.7% | 9.1%   | 6.1%   |                                  | 0.9%       | 1.8%                |

모든 말레이시아 말레이인은 법적으로 무슬림이다. 대부분의 말레이시아 화교는 대승불교 또는 중국 민간 신앙 (도교, 유교, 조상 숭배 포함) 등을 따른다. 2010년 인구 조사의 통계에서 도교(3.4%)와 기독교(11.1%)를 따르는 상당 수가 있는 가운데 말레이시아의 중국계 83.6%가 불교도라고 스스로를 여긴다는 점을 보여준다. 중국 민속 신앙을 따르는 자의 비중은 많은 이들이 불교와 민속 신앙 두 개를 모두 따르기에 더 높을 수 있다.
기독교는 비말레이계인 부미푸트라 지역 사회에서 우세 종교이며 (46.5%) 그밖의 40.4%는 무슬림으로 여긴다. 동말레이시아의 여러 토착 부족들은 기독교로 개종하였으며, 그럼에도 기독교는 말레이반도로 거의 침투를 하지 못하였다.

## 지역별 종교

### 주
| 주             | 이슬람교 | 불교  | 기독교 | 힌두교 | 유교, 도교, 그 외 중국 민간 신앙 | 그 외 종교 | 무교 또는 정보 없음 |
| -------------- | -------- | ----- | ------ | ------ | -------------------------------- | ---------- | ------------------- |
| 조호르주       | 59.7%    | 28.7% | 3.0%   | 7.1%   | -                                | 0.8%       | 0.7%                |
| 크다주         | 78.5%    | 12.4% | 0.8%   | 5.9%   | -                                | 0.8%       | 2.0%                |
| 클란탄주       | 95.5%    | 2.8%  | 0.4%   | 0.2%   | -                                | 0.2%       | 0.9%                |
| 믈라카주       | 68.9%    | 19.2% | 2.6%   | 5.3%   | -                                | 0.5%       | 3.5%                |
| 느그리슴빌란주 | 62.6%    | 19.9% | 2.6%   | 13.1%  | -                                | 0.5%       | 1.0%                |
| 파항주         | 76.5%    | 13.6% | 1.5%   | 3.7%   | -                                | 0.7%       | 4.1%                |
| 피낭주         | 45.5%    | 37.6% | 4.3%   | 8.4%   | -                                | 2.4%       | 1.7%                |
| 페락주         | 57.9%    | 24.2% | 3.0%   | 9.7%   | -                                | 1.3%       | 4.0%                |
| 프를리스주     | 87.8%    | 9.2%  | 0.6%   | 1.3%   | -                                | 0.2%       | 1.0%                |
| 사바주         | 69.6%    | 5.1%  | 24.7%  | 0.1%   | -                                | 0.1%       | 0.4%                |
| 사라왁주       | 34.2%    | 12.8% | 50.1%  | 0.2%   | -                                | 0.5%       | 2.2%                |
| 슬랑오르주     | 61.1%    | 21.6% | 4.9%   | 10.3%  | -                                | 1.3%       | 0.8%                |
| 트렝가누주     | 97.3%    | 2.0%  | 0.3%   | 0.2%   | -                                | 0.0%       | 0.1%                |

### 연방 영토
| 주           | 이슬람교 | 불교  | 기독교 | 힌두교 | 유교, 도교, 그 외 중국 민간 신앙 | 그 외 종교 | 무교 또는 정보 없음 |
| ------------ | -------- | ----- | ------ | ------ | -------------------------------- | ---------- | ------------------- |
| 쿠알라룸푸르 | 45.3%    | 32.3% | 6.4%   | 8.2%   | -                                | 6.0%       | 1.8%                |
| 라부안       | 77.2%    | 8.1%  | 13.8%  | 0.6%   | -                                | 0.1%       | 0.2%                |
| 푸트라자야   | 97.2%    | 0.5%  | 0.8%   | 1.1%   | -                                | 0.4%       | 0.1%                |

### 분포도
아래 지도는 2020년 인구조사 기준 구역별 말레이시아의 종교 분포이다.
- 이슬람교
- 불교
- 기독교
- 힌두교

## 법과 정책

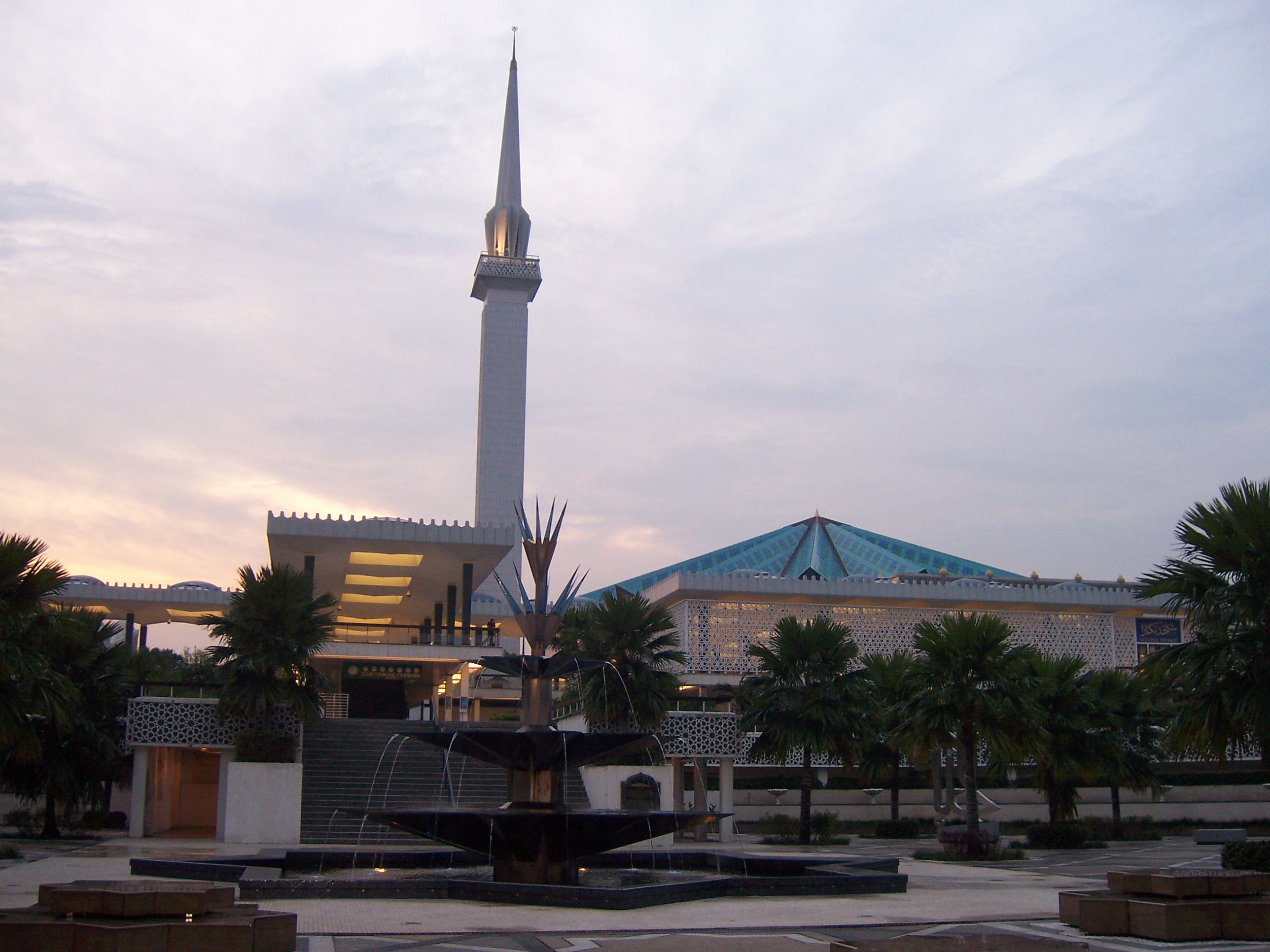
독립을 기념하여 건설된 쿠알라룸푸르의 말레이시아 국립 모스크.

말레이시아는 다종교 사회이고, 말레이시아 헌법은 이론적으로 종교의 자유를 보장하지만, 이슬람교가 연방의 공식 종교이며 뿐만 아니라 법적으로 모든 말레이 인종의 신앙으로 간주한다. 말레이 인종이 아닌 자는 이슬람교를 포기하는 것이 허용되는 한편, 배교를 생각하는 비말레이계 무슬림들은 샤리아 법원의 허가를 요구하는 가운데 거의 허가가 나지는 않는다. 종교적 믿음은 인종적 혈통을 따른다.
다양한 종교들의 축제일이 국경일로 선포되어 있으며, 그럼에도 이슬람교만이 하나 이상의 국경일을 가지고 있다. 종교의 정부의 승인을 받는지 아닌지 여부는 내무부를 구성하는 사회등록국에 의해 결정된다. 정부의 승인을 받고 나서부터 정부 해택을 받을 자격이 주어진다. 그럼에도 파룬궁 같은 비인가 단체들은 회사법에 따라 자신들을 등록시킴으로써 활동이 가능하지만, 이는 법률의 기술적 위반이 벌금으로 이어질 수 있음을 의미한다.
말레이시아 정부는 자신들의 헌법이 충분히 강한 종교의 자유에 대한 보장을 하고 있고 바뀔 필요가 없다고 생각한다. 말레이반도 내 비이슬람교 종교에 대한 말레이어 문서들에 대한 일부 제재가 가해지고 있는 가운데, 동말레이시아에서는 이러한 제재들이 훨씬 덜하다. 일부 사설 학교들은 무슬림 여학생들이 베일을 착용하기를 요구하고 있다. 마이카드 신분증은 그 소유자가 무슬림인지 아닌지를 분별한다.
이슬람교가 국교이기에, 정부는 이슬람교 관련 설립에 대한 재정적 지원 및 수니파 촉진을 하고 있다. 주 정부 차원에서도 이슬람교도들에게 이슬람 법을 부여할 수 있고, 정부가 허용한 커리큘럼과 감시를 허용한 사설 이슬람 학교들에 지원금을 줄 수 있다. 또한 정부는 비이슬람 공동체에 비간접적으로 재정 지원을 하고 있으며, 그렇지만 훨씬 적은 정도이다. 말레이시아 정부는 일반적으로 비이슬람 지역 사회의 종교 관습에 간섭하지는 않는다. 공립 학교는 이슬람 학생들에게 필수적은 이슬람적 종교 교육을 제공하며, 비이슬람 학생들은 도덕 및 민족 관련 수업을 듣는다.
말레이시아 정부는 인종 또는 종교적 불화합을 조장케 하는 어떠한 출판물도 금지하고 있으며, 그 민감성 때문에 종교적 문제들을 공공연하게 논해지지 않도록 요청하고 있다. 종교적 사유로 국내안전보장법에 따라 그 누구도 체포되지 않았다고 주장한다. 말레이시아 정부는 비인가 받은 종교 숭배 장소를 폐쇄시킬 수 있고, 비정부 단체들은 비인가 받은 힌두교 사원들의 폐쇄 조치에 대해 불만을 토해내고 있다. 이 사원들은 보통 1957년 독립 이전에 개인이 소유한 농장에 지어진 것들이었다. 독립 이후 농장들은 정부의 공유재산이 되었다. 2006년에 느그리슴빌란주는 한 힌두교 사원의 폐쇄를 공지하였으며, 그럼에도 이 신전은 항소를 하여 법원으로 이끌고 갔다. 주정부들은 모스크를 통제하고, 이맘들을 임명하며, 설교 주제에 대해서 가이드라인을 제공한다. 종교 권한을 두고 연방 정부와 주 정부 간의 분쟁은 이슬람교와 관련한 개혁 및 법적 발전에 대하여 느린 발전을 이끌고 있다. 말레이시아 불교, 기독교, 힌두교, 시크교, 도교 협의회 (MCCBCHST) 같은 그 밖의 종교 단체들은 정치 집회를 지원하고 있다.
정당들은 보통 특정 인종과 밀접한 관련이 있고, 이에 따라 말레이시아의 정당들 같은 경우에는 이슬람교와 밀접하다. 따라서 정당에서 종교에 대한 시선과 그 역할은 선거에 영향을 미치고 있다. 이는 특히 공식적인 이슬람 국가를 추구하는 범말레이시아이슬람당 (PAS)에서 두드러진다. PAS가 1990년 이래로 집권하고 있는 클란탄주에서는, '후두드'를 근거로 하는 법률이 적용되고 있다. 그렇지만, PAS는 민주주의 체제에서 활동하고 있고 선거에서 승리를 위해서는 정당의 기조를 누그러트리고, 심지어는 유리할 때 비이슬람 정당과 정치적 동맹을 맺기도 한다.
국민전선 (BN)과 야당 측 PAS는 자신들이 집권한 주의 모스크를 활용하여 정치적 메시지를 전하려 하고 있다. 모든 공무원들은 정부가 인가한 종교 교육을 들어야만 한다. BN은 야당 소속의 이맘들을 모스크에서 금지 조치를 내리고 있고, 설교에도 제한을 두고 있으며, 야당에 호의적인 모스크 지도자 및 운영하는 위원회를 없애고, 야당과 연계된 비인가 모스크들을 폐쇄하였다. 2005년 8월에 셀랑고르 주정부는 지역의 이맘들 수를 늘리기 위해 외국인 이맘들의 비자를 보류하였다. 클란탄주 정부를 장악한 PAS는 BN과 제휴를 맺은 이맘들을 모스크 출입을 제한하고 있다. 온건 이슬람교에 대한 지원이 트렝가누주에서 BN이 PAS를 상대로 2004년 선거에서 승리로 이어진 것이라 여겨진다. 두 정당은 1980년대 및 1990년대에 더 많은 말레이계의 표를 얻으려 더욱 이슬람적 색채를 띠게 되었다. 정치적 문제는 종종 종교적 문제로 묘사된다.

### 세속주의 논쟁
이슬람교를 헌법 상의 국교로 인가했음에도 불구하고, 국교로서의 지위가 그저 상징적인 것이라는 점이 명시되었다. 따라서 일부 말레이 민족주의자들을 제외하면 그 지위는 법적 근거로서 세워진 것으로 여겨지지는 않는다. 최근 연방 헌법의 세속주의적 해석을 옹호하는 측과 이슬람 법원 및 이슬람법이 우위일 필요가 있다고 믿는 이들 간의 분쟁이 존재한다. '닥와'(dakwah)로 알려진, 한층 더 이슬람적인 사회를 지향하는 운동은 종종 서구의 영향력을 억제하려는 노력으로서도 보여진다. 세속주의 가치들은 보통 말레이족 엘리트 계층에서 선호되며, 이들은 산업 발전이라는 공동의 목표를 환영한다. 그렇지만 이에 대해 서구 문화와 세계관의 침투로 보는 무슬림들에게는 반대된다. 한층 더 이슬람적 사회에 대한 지지는 말레이족 중에 농촌 계층에서 더 선호된다.
종교 문제를 다른 통치 영역과 분리하는 세속주의 정부의 방식은 1874년 팡코르 조약 이후에 처음으로 행해졌다. 이 조약이 통치 영역의 대부분을 영국의 통치 하에 놓이게 한 반면, 페라크의 술탄은 말레이의 종교 및 문화적 문제에 대한 권한은 유지하였다. 이 체제는 다른 영역에서 재현되었고, 추가적인 개혁을 통해 강화되었다. 1957년 헌법은 이 세속주의 통치 방식을 실제로 수용하였다. 말레이시아 헌법은 세속주의라는 단어를 분명하게 쓰는 것을 피하는 한편, 툰쿠 압둘 라만 같은 당대 인물들은 세속주의 연방으로 이어질 것이라 언급하였다. 이슬람교를 공식 종교로 만들려는 조항들은 이슬람 관련 사항들에 대한 통제을 갖고 있지만, 종교의 자유에 대한 보장 같은 내용을 포함한 헌법의 나머지에 대해서는 영향을 미치지 않게 분명하게 제한되어 있다.
근대화가 이뤄지면서, 세속주의에 대한 증가 추세도 같이 이뤄졌다. 도심 지역에서, 미니스커트, 청바지 같은 서구적 복식으로의 전환은 종교 권위에 대한 위협이었다. 나이트클럽과 바 등이 도시에서 번창하였다. 그럼에도 독립 이후에 당시 다른 지역들에서는 이슬람화가 더욱 이뤄졌다. 독립 시기에 여성들은 딱 달라 붙는 옷을 입었으나, 현재는 머리에 스카프를 두른다. 이슬람 신자들은 정부 시설의 스피커 체계를 통해 기도를 하며, 일부는 말레이시아가 세속주의 정부보다는 좀 더 이슬람적 국가가 되어가고 있다고 느끼는데, 비평가들은 이슬람교가 정부에 있어 큰 영향력을 얻어가고 있다고 불만을 토해내기도 했다. 말레이족의 정체성이 어떻게 발전해야되는가에 대한 이슈가 점차 논쟁 속에서 부상하였다. 여권 정부는 경제력을 갖추는 것이 말레이인들에게 힘을 실어줄 것이라 믿는 한편, PAS는 이슬람적 가치의 쇠퇴로 보았다. 그렇지만 PAS는 보통 이슬람적 가치를 현대 사회에 결부시키는 것이 가능하지 않다라고 보며, 다문화 사회인 말레이시아에서는 특히나 불가능하다고 본다. 이슬람교와 말레이 정체성 사이의 헌법적 관계는 말레이시아 내 패권 문제와 말레이시아의 이슬람 지위 문제가 연관되어 있음을 의미한다.
역사적으로, 말레이시아는 초대 총리가 "이 나라는 보통 받아들여지는 것처럼 이슬람 국가가 아니다"라고 했듯이 세속주의 국가로 여겨졌다. 그렇지만, 특히나 통일말레이국민조직 정치인들이 PAS의 호소에 대응하려는 의지에서 발생한 정치적 변화가 주요한 정치적 문제가 되어가는 세속주의 문제로 이어졌다. 이슬람 극단주의를 무너트리려는 시도는 말레이시아 정부가 1980년대 초에 '종교적 자유를 해하는' 이들을 기소하기 위해 형법을 개정하게끔 하였다. 1983년 6월, 마하티르 정부는 행정부가 이슬람적 가치에 따를 것이라는 성명을 냈고, 한편 그 해 8월에 말레이시아 불교, 기독교, 힌두교, 시크교 협의회 설립을 지원하였다.:45–47
2001년 9월에, 말레이시아는 원래 이슬람 국가였다라고 하는 마하티르 모하마드 총리의 성명이 논쟁을 초래하였다. 마하티르는 무슬림 유권자들에게 UMNO가 이슬람 국가를 믿는다고 설득하는 동시에 비무슬림들에게  말레이시아는 세속적인 국가로 간주될 수 있다고 말했다. 또한 2001년, 대법원은 이전의 판결과 명백하게 모순되고, 말레이시아가 엄밀한 세속 국가가 아니라는 성명을 내며, 이슬람교의 헌법적 지위가 과거 법적으로 이해되었던 것보다 보다 폭넓은 영향력이 있다고 주장하였다. 2007년, 압둘라 아맛 바다위는 처음으로 말레이시아를 이슬람 국가라 칭했다. 이때 보다 한 달 전에 그는 말레이시아가 신정 국가도 세속주의 국가도 아니라고 말한 바 있었다. 2009년 3월 12일에 수상이 유사한 성명을 한 바 있으며, 이때 그는 말레이시아를 "negara Islam"(이슬람 국가)라고 하였다. 말레이시아 화교를 대표로 하는 정치 집단인 말레이시아화인협회 (MCA)는 이 성명에 대한 의구심을 표했다.  MCA의 입장은 말레이시아가 완전한 세속 국가이고, 말레이시아의 법률이 종교를 초월한다고 하였다. 말레이시아 총리는 세속주의에 대한 지속적인 논쟁이 자신들의 정치적 이해를 이용하려는 야당이 제기한 것이라 주장했다. PAS는 말레이시아 헌법을 재해석하여 말레이시아가 이슬람 국가로 공식적으로 정의하려 하였다.:2
많은 헌법 상의 변화들은 말레이계 민족과 수니파 이슬람의 샤피파 해석을 편애하였다. 이는 말레이 우월주의를 더욱 수용하고 이슬람 사회로 나아가는 정치적 문화를 반영한다. 말레이시아 정부는 시간이 갈수록 민간 법원의 힘을 떨어트리는 반면, 이슬람 법원의 힘이 커져, 일부 재판 분쟁으로 이어지고 있다.:1–2 헌법 외에도 주 차원에서의 법률 변화는 이슬람적 가치를 민간 법률 체계에 더욱 깊이 뿌리내리게 했다.
종교법은 대부분 주 및 준주 정부에 있어 문제이다. 종교법은 국가가 후원하는 이슬람에 대한 비판을 막는 경우가 많으며, 국가 종교 기관에서는 때때로 다른 종교에 반대하는 목소리를 내기도 한다. 그럼에도 주마다 그 활동은 다양하다. 특히, PAS가 집권한 주는 주 정부가 후원하는 이슬람교가 좀 더 유리한 방식으로 법률을 해석하는 것이 목격되기도 했다.:1–2 PAS가 트렝가누주에서 패하자, 여성 복장 규정에 대한 강요가 줄어들었다. 켈란탄주의 PAS 집권 세력은 전통 말레이 무용극을 금지시켰고, 옷을 완전히 가리지 않은 여성을 묘사한 광고도 금지하였고, 머리 수건을 쓰게 끔 강제하였으며 성별이 분리 극장과 콘서트는 허용하였다. 일부 정부 기관들에서는 비이슬람 여성들도 머리 수건을 착용하도록 압박을 하고 있기도 하며 말레이시아 국제 이슬람 대학교의 모든 학생들 및 말레이시아 왕립 경찰의 모든 여성 직원들은 공개 행사에서 머리 수건을 착용해야만 한다.

### 종교의 자유
종교의 자유는 말레이시아 헌법 상에 보장된 것임에도 많은 제약에 놓여 있다. 말레이시아 헌법을 근거로 말레이시아의 말레이인은 무슬림이어야 하며, 말레이인은 다른 종교로 개종할 수 없다. 이슬람 종교 활동은 공식적인 샤리아에 따라 결정되며, 무슬림들은 단식을 하지 않거나기도를 거부하면 벌금이 매겨진다. 여성들은 점차 머리를 가리도록 압박에 놓이고 있다. 비 말레이계는 종교를 바꾸는 것이 한층 자유롭다. 무슬림들을 다른 종교로 개종시키려 하는 행위는 주 정부에 벌금형에서부터 구금형에 이르는 처벌을 받는다. 연방 정부는 개종에 대한 법적 분쟁에 개입하지 않고, 법정에 그 문제를 맡기고 있다. 말레이시아의 세속 법정은 이러한 사건을 결정할 권한이 없다고 판결하면서 샤리아 법원에 회부하였다. 샤리아 법원에서는 모든 말레이 인종은 이슬람교에 있어야만 한다는 판결을 만장일치로 내렸다. 심지어 이슬람교로 개종한 비말레이계조차도 이슬람교를 떠나는 걸 허용하지 않고, 이슬람교 부모 밑에서 태어난 자녀도 이슬람교인으로 고려한다. 이슬람교인과 혼인하고자 하는 비이슬람교인은 맨 먼저 이슬람교로 개종해야 한다.
이슬람교에서 개종을 하려는 무슬림들은 살해 위협을 받는다. 개종한 이들은 비밀스러운 이중 생활을 한다. 민간 법원에서는 개종이란 샤리아 법원의 관할이라고 하며,  개종자들은 더 이상 자신들이 이슬람교인이 아니기에 샤리아 법원은 자신들에 대한 권한을 가지고 있지 않다라고 주장한다. 1996년 파트와는 이슬람교 중 수니파만을 허용하였다. 이슬람 기관에 의해 교도가 이뤄진 개종자들은 무슬림들처럼 복장을 하고 행동해야만 한다. 어떤 한 사례에서는, 부모가 이슬람교도였기에 이슬람교도로 등록된, 공공연한 힌두교도가 있었는데, 심지어 힌두교도였던 그녀의 조모에 의해 양육되었음에도 소고기를 먹어야만 했다. 이슬람교로부터 개종이 받아들여진 것으로 유일하게 알려진 자는 1936년에 불교로 개종한 89세 여성으로 그녀의 결정은 2006년에 그녀가 죽고 나서야 승인되었다. 2018년에는, 사라와크주의 장관은 무슬림과 결혼하여 이슬람교로 개종한 여성 3명이 배우자와 이혼하거나 사망한 후에 다시 기독교인으로 등록해달라는 소송에서, 사라와크의 법률이 개인에게 이슬람교로부터 개종을 허용하도록 개정시켰으며, 이어진 법률 소송에서 무슬림과 결혼하여 이슬람교로 개종한 여성 3명이 배우자와 이혼하거나 사망한 후에 다시 기독교인으로 등록해달라고 하자, 개인이 이슬람교에서 개종할 수 있도록 사라와크주의 법률을 개정하겠다고 약속했다.
개종 법률에 관한 상충하는 관점들은 학계와 정치계가 이를 두고 심한 논쟁을 벌이는 한편 이 법률에 반대하는 비무슬림들과 옹호하는 무슬림들 사이의 상당한 긴장감을 초래하면서 정부를 딜레마에 빠지게 하였다. 이슬람과 관련되지 않은 종교 물품을 무슬림들에게 배포하는 행위도 불법이다. PAS 측에서는 말레이시아를 궁극적으로는 이슬람 국가로의 전환에 대한 바람으로 개종을 하려는 무슬림들에게 사형이 처해지길 바라도록 있다.
최근 들어, 비무슬림들이 이슬람의 금식인 달에 음식을 먹는 것과, 비무슬림들에게 신을 가르키는 데 '알라'라는단어를 사용하는 것을 허용해야 하는 가, 비이슬람 종교 지역이 비관용적인 이슬람 기관의 영향을 받는 것 등을 두고 약간의 논쟁이 있었다.
아흐마드파가 무슬림으로 여겨져야 하는가에 대한 논쟁이 법원에 상정됐다.:2
프리덤 하우스에 따르면, 2023년에, 말레이시아는 종교의 자유에 있어 4점 중 1점을 기록했다. 같은 해, 기독교인들이 살기에 어려운 나라 43위에 올랐다.

## 종파 간 관계
각각의 종교 공동체들은 일반적으로 관용적인 관계를 갖고 있다. 모든 주요 종교를 위한 축일이 마련되어 있으며, '오픈 하우스'로 알려진 말레이시아의 풍습에는 해당 종교의 사람들 및 다른 종교인들이 참여한다. 말레이시아는 성공적인 다문화 국가로서 유명하며, 인종 폭력 사태가 심각하게 발생한 것은 1946년과 1969년 등에 현대사에서 단 두 차례에 지나지 않았다. 다른 국가들은 말레이시아를 이슬람 근본주의를 다루는 데 있어 예로 들었다.
그렇지만, 일부 정치인들은 말레이시아 사회에 서서히 이슬람화가 이뤄지고 있다고 주장하며, 인종과 종교 간의 연관성으로 인하여 다른 인종의 경제적 지위가 종교적 문제를 일으키고 있다고 여긴다. 이슬람교의 우세와 말레이시아 일상 속에 그 느린 전파는 비무슬림 집단들의 우려를 야기하고 있다. 힌두교 사원에서 4명의 무슬림이 연쇄 살인된 1978년 케를링 사건은 인종 폭력 사태의 우려를 다시 불붙였고 종교 관용에 대한 정치적 요청으로 이어졌다.:44–45 한 타밀어 신문사가 이슬람교를 모욕했다는 혐의로 1980년에 일시적으로 폐업되기도 하였다.:46 개발 목적 차원 정부의 힌두교 사원 파괴, 새로운 신전을 위한 토지 확보 및 승인에 대한 어려움이 긴장감을 키워가고 있다.:46
2004년에 총리 압둘라 아흐마드 바다위는 종교의 차이에도 기독교의 성경 통독 모임에 나타나 종교 통합을 강조하였다. 이는 말레이시아가 이슬람 협력 기구 의장국이었던 때 일어난 일이었다. 2005년 2월, 말레이시아 변호사 협회는 종파 간 협의회에 대한 토론회를 개최했으며, 그럼에도 일부 이슬람 단체에서는 이 협의회가 이슬람교를 약화시킨다고 주장하며 참여를 거부했다. 몇몇 이슬람 단체는 이슬람교는 무슬림들에 의해서만 논해져야 한다고 주장하며 종파 간 협의회를 보이콧하고 비난하였다. 정부 측에서는 이 협의회가 필수적이지 않지만 종파 간 대화를 옹호하고 지지한다고 밝혔다. MCCBCHS, the Malaysian Council of Churches, and the Christian Federation of Malaysia 같은 몇몇 미무슬림 종파 간 단체도 존재한다.
2006년, 비무슬림 내각 구성원들이 비무슬림의 권리에 영향을 미치는 헌법 조항을 검토해 달라는 제안서를 총리에게 제출했다. 연립 내각 내 이슬람교 신자 지도자들의 항의가 벌어진 뒤, 이 제안서는 철회되었다.무슬림이 아닌 사람이 무슬림을 개종시키려는 시도는 금지되어 있지만, 무슬림은 다른 사람을 개종시킬 수 있다. 말레이계 정치인들은 인종과 종교 간의 조화가 필수품으로 여기며 인종 폭력 사태가 자극될 것을 우려하여 중국계 및 인도계 지역 사회에 말레이인의 권리에 대해 의문을 가지지 말라고 요청하였다.
무슬림 내부에는 보다 다원적인 견해를 지지하는 사람들과 보다 이슬람적인 사회를 추구하는 사람들 사이에 분열이 있다. 정치적 이슬람의 성장은 교회에 대한 공격을 포함하여 비무슬림들에 대한 호전적 태도로 이어졌다. 이 긴장 사태에 대한 중점에는 이슬람교에서 개종하는 것이 사실상의 법적으로 불가능하다는 점, 비이슬람교 종교 의식과 물건 등에는 말레이어 사용하는 것에 대한 논쟁 등이 있다. 종교적 관용이 동말레이시아에서 좀 더 두드러지며, 종파 간 혼인이 잦으며 언어 사용에도 덜 문제삼는다. 반도 말레이시아의 이슬람 지역 사회는 일반적으로 좀 더 보수적이다.

## 이슬람교

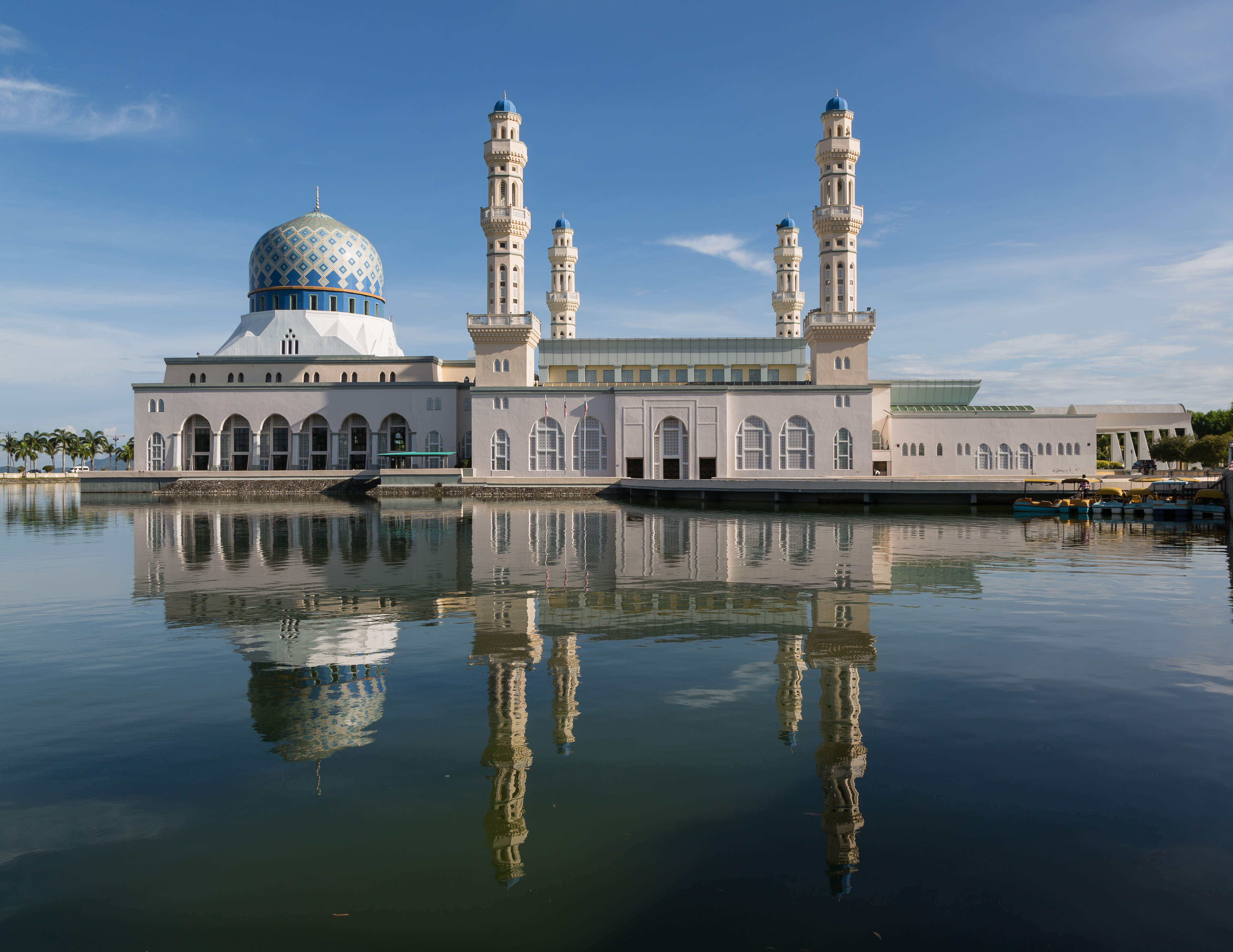
사바의 코타키나발루시립 모스크

이슬람교는 말레이시아의 우세 종교이고 국교로 인정되었다. 말레이시아인의 약 63퍼센트가 이슬람교를 믿는다. 무슬림들의 축일은 국가 공휴일로 지정되어 있으며, 라마단의 끝, 하지의 끝, 무함마드의 탄생일 등을 포함한다. 이슬람교는 12세기에 인도의 무역상을 통해 말레이시아에 전파된 것으로 여겨진다. 15세기 초, 일반적으로 말레이반도의 첫 독립 국가로 여겨지는 믈라카 술탄국이 세워졌다. 무슬림 술탄의 지도 하에 말라카의 영향력이 말레이인 전체에 이슬람교를 전파시켰다.
말레이시아의 대부분의 사람들이 15세기에 무슬림이었지만, 수피즘이 가져온 관용적 이슬람교 형태는 많은 전통적 풍습들이 이슬람 풍습으로 흡수되었음을 의미했다. 이슬람교는 보통 자유롭게 믿어졌으며, 지난 20년 동안에 이슬람교 풍습에 대한 극단적인 자세가 커져갔다. 말레이시아의 공식적인 이슬람 종파는 순니이며, 다른 이슬람 종파를 고수하는 것은 강한 제한에 놓여 있다. 말레이시아 정부는 '비정상적' 가르침이라 불린 것에 대해 반대하고 있고, 이 가르침을 따르는 것으로 보이는 이들에게는 '재교육'을 실시하고 있다. 2006년 6월, 56개의 비정상적 가르침이 국가 기관에 확인되었으며, 시아파, 초월명상, 바하이교 등이 포함된다. 그렇지만, 말레이시아의 이슬람 개발국은 이후에 바하이교는 주의 종교 기관들 중 하나에 의해 이슬람교의 잘못된 분파로서 잘못 지정되었다고 밝혔으며 1985년 10월 22-23일에 열린 말레이시아의 이슬람 종교부의 국가위원회에서 바하이교가 이슬람교의 일부가 아니고 별도의 종교로 인정된다고 결정을 내린 바 있었다.
2005년 6월에 종교 기관들은 말레이시아 내 약 2,820명 신도 정도의 22개의 '비정상적' 정교 집단들이 있다고 보고하였다. 재교육에 대한 통계 자료는 존재하지 않으며, 정부는 시아파 집단에 대해 활발하게 감시하고 있다. 외국에서 넘어온 이맘들에게는 제한이 가해지고 있다.
말레이시아 정부는 '이슬람 하다리'라 불리는 온건한 수니파 이슬람을 촉진하고 있다. '이슬람 하다리'는 전직 총리 압둘라 아흐마드 바다위가 도입한 것이었다. 이는 삶에 대한 균형 잡힌 접근 방식을 장려하고 포용성, 관용, 외부를 바라보는 것을 장려하기 위한 것이었다. 이슬람 정당인 PAS는 이슬람에 대한 엄격한 해석과 이슬람법에 대한 촉진을 바랐다. 이슬람교가 국이기에, 여러 모스크들과 그 외 종교 서비스 등이 정부로부터 지원을 받고 있다. 모스크에 대한 통제는 연방 수준보다는 주 수준에서 보통 이뤄졌다. 자선을 위한 자카트 세금은 정부가 징수하며, 정부는 메카로 순례를 희망하는 자들에게 지원을 한다. 1985년에, 카심 아흐메드(Kassim Ahmed)는 쿠란주의를 옹호하는 'Hadith: A Re-evaluation'이라는 책을 썼지만, 이후 말레이시아 정부에 의해 금서 처리가 이뤄졌다.

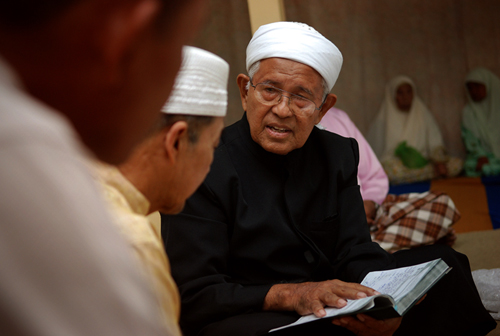
말레이시아 결혼식 중 울라마

말레이시아 헌법 제160조에 따라 말레이인으로 간주되려면 무슬림이어야 한다. 실질적으로, 무슬림들은 샤리아 법원에서 개종 권리들을 거부하기에 법적으로 다른 종교로의 개종에 많은 어려움을 겪고 있으며, 말레이인이 개종을 할 경우에 샤리아 법원은 부미푸트라 지위를 박탈시킬 수 있다. 비무슬림계를 기원으로 하는 민족은 무슬림과 결혼할 경우에는 이슬람교로 개종할 것이 요구된다. 공립 학교들은 이슬람 교육 과정을 요구받으며, 비무슬림들에게는 이에 대체되는 윤리 교육이 제공된다. 많은 여성들은 투동을 착용하는데, 이는 머리를 덮지만 얼굴을 노출시키는 머리쓰깨로 이것을 법적으로 착용해할 의무는 없다. 이슬람 경찰이 무슬림들을 감시하고 있다. 무슬림들 사이의 성적 활동들에 대한 규제는 엄격한데, 이슬람 풍습에 따른 도덕적으로 부적절하다고 여겨진 행동을 막기 위해 미혼 남녀가 외딴 지역이나 폐쇄된 공간에 있는 것을 법적으로 금지하고 있다.
무슬림들은 종교에 관한 문제에 있어서 이슬람 법원의 결정을 따라야만 한다. 이슬람 판사들은 말레이시아의 주요 마드합인 샤피이파를 따를 것으로 여겨진다. 이슬람 법원에서는 샤리아 법을 적용한다. 이슬람 법원의 사법권은 무슬림들 내 혼인, 상속, 이혼, 배교, 개종, 양육권 등의 문제에 한정된다. 형법이나 민법 위반 사항들에 대해서는 이슬람 법원의 사법권 하에 있지 않으며, 이슬람 법원은 민사 법원과 유사한 구조로 이뤄져 있다. 민사 법원의 최고 법원이지만, 민사 법원 (연방 법원 포함)은 이슬람 관습에 관한 문제에 대해서는 다루지 않는다. 무슬림 및 비무슬림에 관한 문제들은 보통 민사 법원에서 다뤄지며, 자녀 양육권이나 재산 합의 같은 문제에에서는 비무슬림들의 발언권은 존재하지 않는다.
2009년에 말레이시아 국가 이슬람 법률 위원회는 여성 할례는 말레이시아의 이슬람 관습이라는 결정을 내렸으며, 개인에게 해가 되는 것이라는 결론이 나오지 않는 한 이를 의무화 하였다.

## 불교 및 중국계 종교

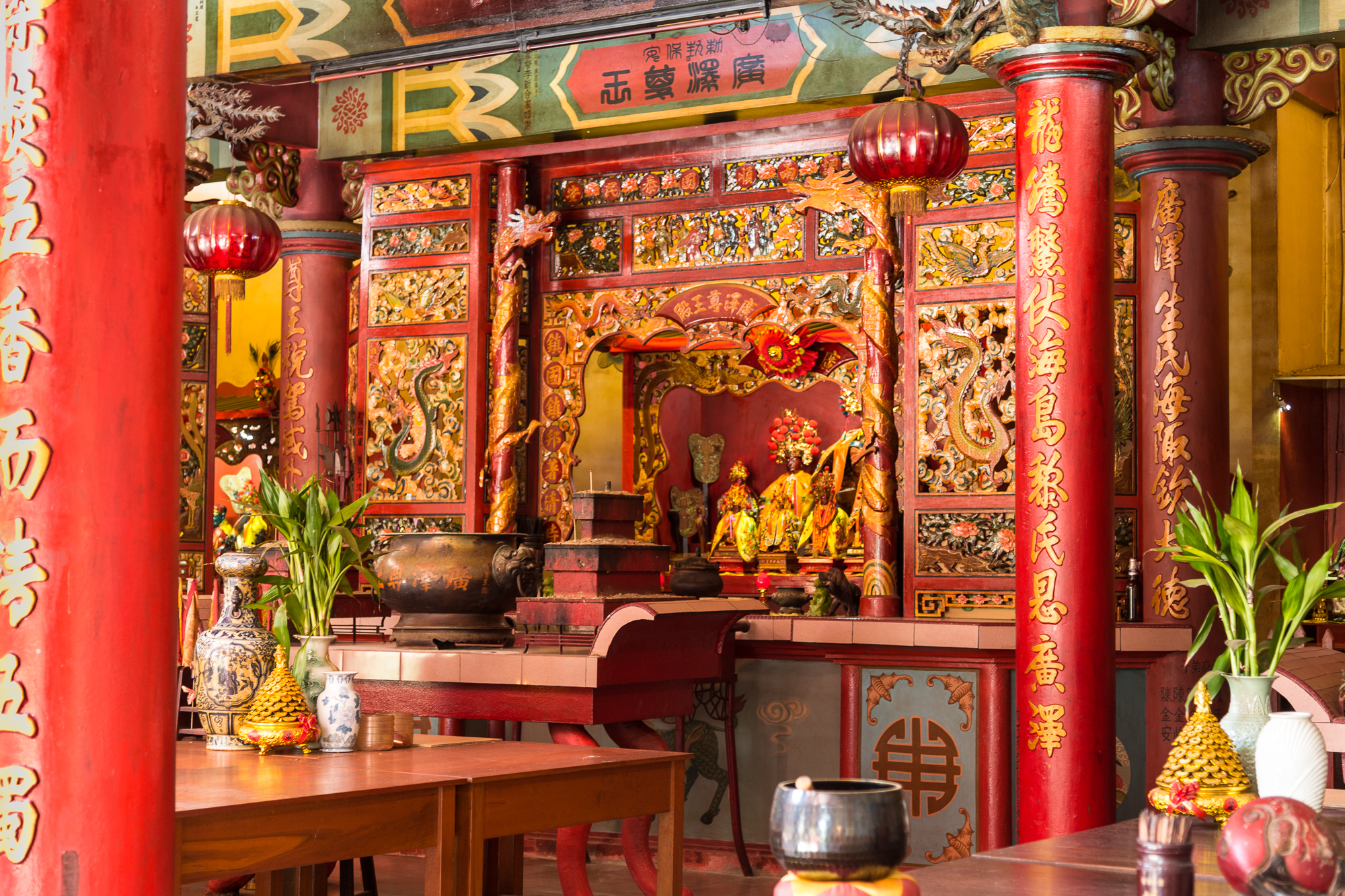
사바주 투아란의 중국 민간신앙 사원인 링 산 사원 내부.

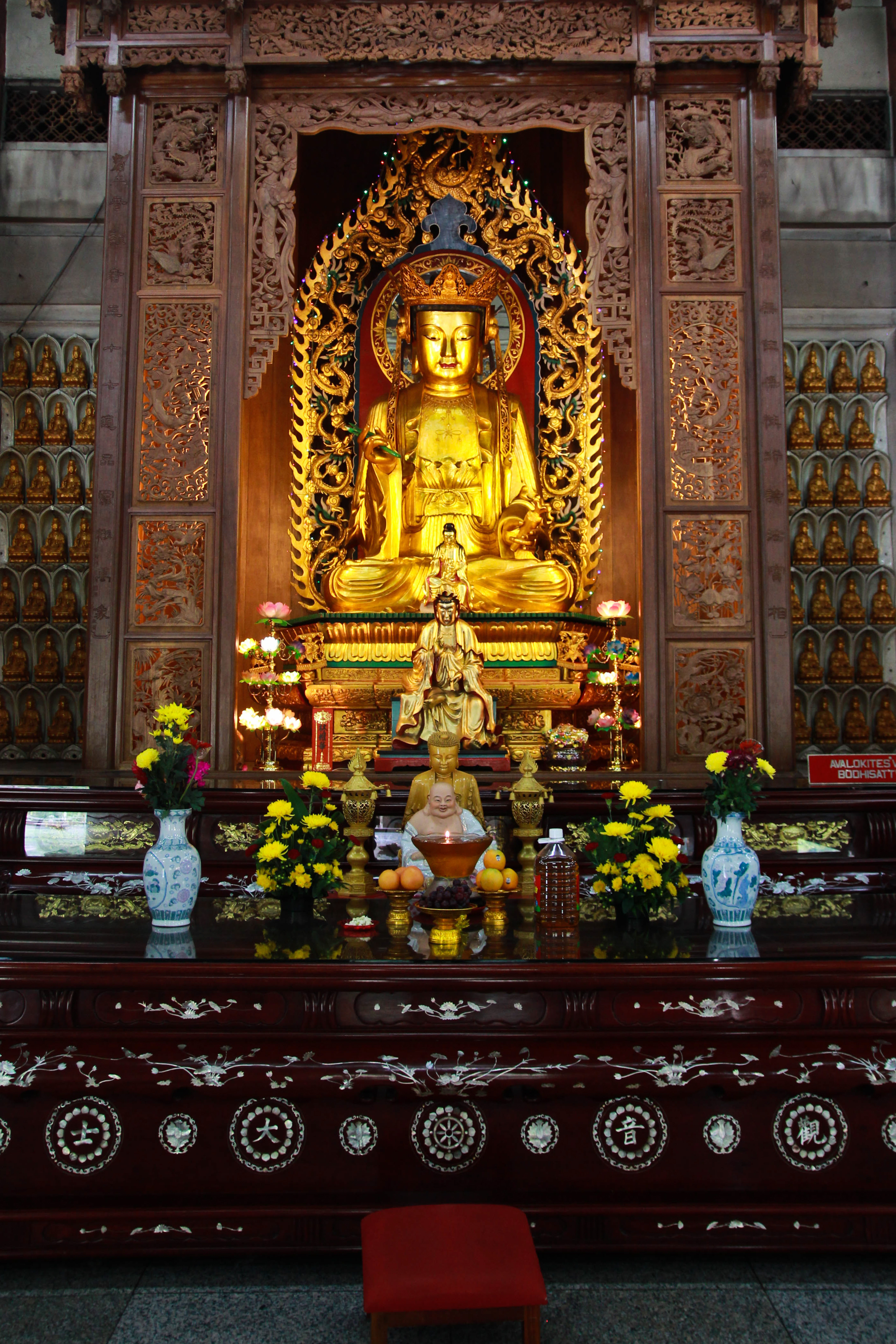
페낭주의 켁록시 사원 내 관세음보살상

고고학적 증거들, 뿐만 아니라 중국 왕실의 기록 및 인도의 자료들까지 서기 3세기부터 13세기까지 말레이시아 내 힌두교-불교 왕국들의 존재를 확인해주고 있다. 이 인도화 된 왕국들의 가장 이른 형태는 북말레이반도의 케다-랑카수카 왕국이었을 것으로 추정된다.
중국과 중동 사이의 중간 지점에 놓인 케다는 '해상 비단길' 내 중요한 수출입항이었다. 고대 스투파의 기초 부분이 마스(Mas)강에서 발견된 바 있었다. 중국의 유명한 승려 의정은 서기 671년 인도의 날란다로 향하는 바닷길 중에 들르기도 했었다. 이후 케다는 7세기부터 11세기까지 스리위자야의 속국이 되었다. 스리위자야의 마하라자들은 불교도였고, 이들은 수마트라섬, 말레이시아반도, 자바섬 등에 유명한 보로부두르, 무아로 잠비 신전 단지 등 여러 기념물들을 지었다.
서기 607년, 수나라의 사신은 적토국(赤土國)이라는 불교 국가의 존재를 기록하였다. 오늘날 켈란탄주 내부에 위치한 적토국은 랑카수카와 참파 (남베트남) 등에 황금과 정글 지역 상품을 공급했다. 대승불교의 석가모니 및 불상들이 켈란탄의 따나 메라, 구아 무상 등에서 발견되었다.
불교는 최근 이슬람교 다음으로 말레이시아 내 가장 큰 종교이다. 말레이시아 내 인구 2,830만 명 (2011년 1월 통계) 중 19.2%인 대략 540만 명이 불교도이었다. 이들 중 다수 중국계로 대승불교를 따랐다.
상좌부 불교도에는 중국인, 시암(태국)인, 소수의 버마인, 싱할라인, 인도인 등을 포함한다. 상좌부 불교의 많은 민족 집단들은 일반적으로 자신들 전통 양식에 맞는 사원을 짓고, 자신들의 집단을 주요 대상으로 한다. 예시로 태국 공동체는 와트 체타완같이 '와트' 또는 태국식 불교 사원을 짓고, 태국인 승려를 상주시켰으며, 팔리어 및 태국어로 된 종교 의식을 진행했다.
싱할라인 (스리랑카의 불교도)들은 말레이시아와 실론이 영국 식민지 시절 때 말레이반도로 이주했었다. 이들은 오늘날까지 소수의 스리랑카 비하라 (사원)에 남아 있는 그들의 독특한 전통과 함께 싱할라 불교를 들여왔으며, 그 중에 가장 유명한 것은 쿠알라룸푸르의 마하 비하라이다.
말레이시아의 대부분의 대승불교 사원은 고전적인 중국 사원 건축 양식을 이루고 있다. 대승불교도는 중국어 및 여러 중국의 방언 등으로 의식을 치르며, 일부 도심 지역 사원에서는 영어로 진행을 한다. 스스로를 불교도라 말하는 중국계 중 대부분의 풍습은 실제로는 불교와 중국의 전통 신앙 및 전승을 혼합 것이다.
베사카는 1962년에 신생 독립 국가 말라야 연방 모든 곳에서 공휴일로 공식 지정됐었다. 말레이시아의 불교 위원회는 말레이시아의 불교도들에게 불교 연구 및 풍습을 촉진하고 연대를 높이기 위해 만들어졌다.
대부분의 말레이시아 화교는 대승불교 및 그 외 불교 교파, 중국의 민간신앙, 유교, 도교 등을 포함하여 다양한 신앙이 혼합된 형태를 따랐다. 불교가 이슬람교 도래 이전에 영향력이 있었지만, 현재의 중국계의 대부분은 영국의 말라야 통치 기간에 도래한 이들이었다. 춘절이 국경일로 기념되고 있다. 대부분의 중국계에 있어서, 종교는 문화 생활에 있어 중요한 부분이다.
특정한 신앙에 완전한 신앙자가 되는 것은 말레이시아 중국인에게는 흔치 않는 일이다. 많은 이들이 명목 상으로는 특정 신앙이 있다고는 하지만, 여러 종교들의 믿음을 존중하며 살아간다. 중국의 민간신앙은 삶에 강력한 영향력을 갖고 있으며, 새로운 분파들이 다른 종교의 가르침을 흡수하려 생겨나고 있다. 말레이시아 내 신앙들은 종종 토착 애니미즘의 영향력을 받아왔다.
중국 사원은 대부분이 광동성과 푸젠성의 신들을 모시고 있다. 말레이시아는 도교 사원 150곳이 넘는 곳에 12,000명의 수도사들을 두고 있으며, 대만, 중국 본토의 도교 공동체 등과 유대를 이루고 있다. 도교는 다른 종교처럼 조직화되어 있지는 않으나, 말레이시아 도교 협회가 1995년에 조직되었고 1997년에는 도교 단체 연합이 만들어졌다.

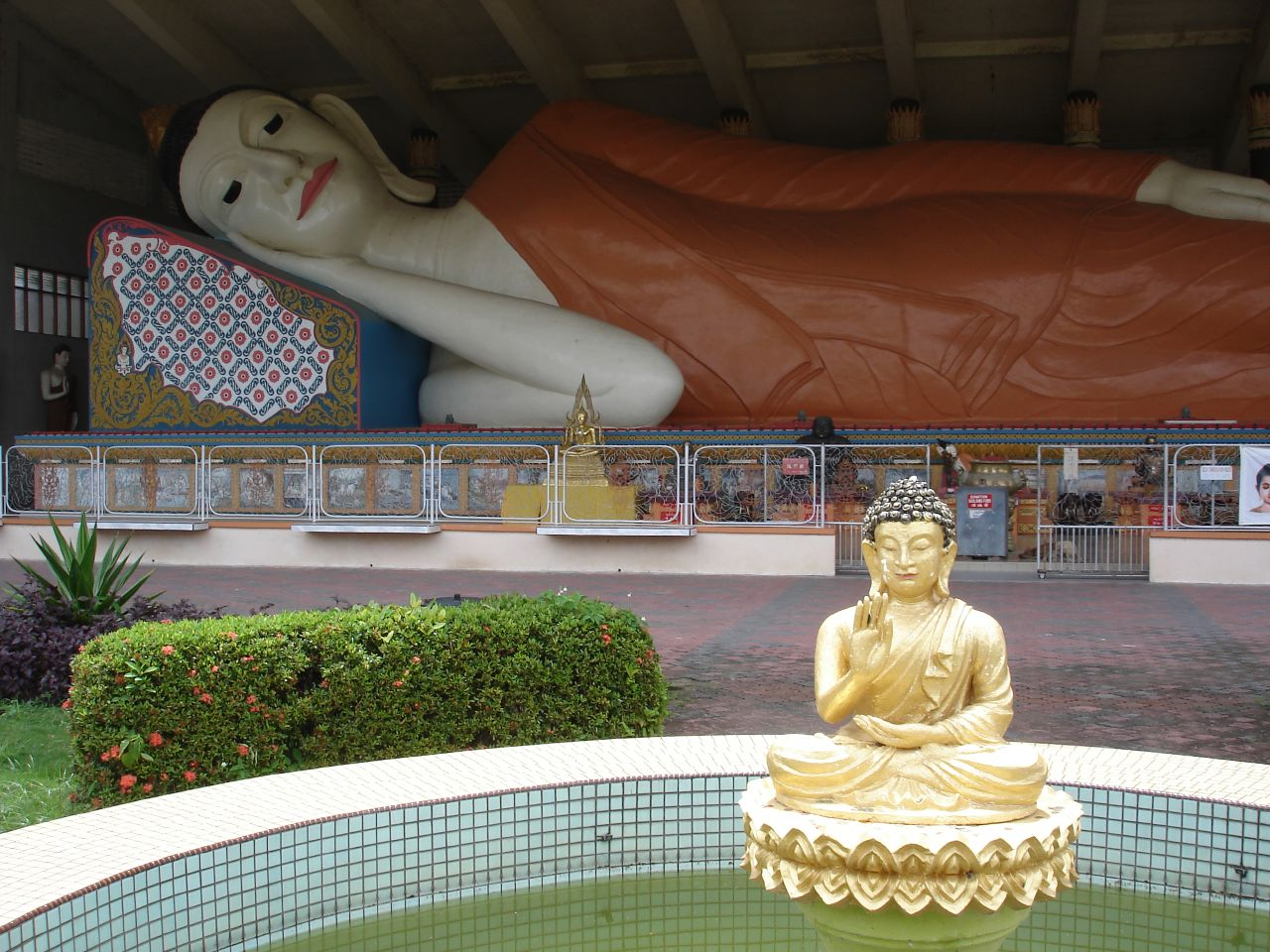
켈란탄주의 와트 포티비항에 있는 기대고 있는 붓다.

후이족이라 알려진 중국계 민족은 이슬람교를 따르나 중국 문화를 유지하면서도 독특한 전통을 지녔다. 제2차 세계대전 이전까지만 하더라도 싱가포르, 팡코르섬, 시티아완 등에 공동체가 존재했다. 페낭주의 마지막으로 설립된 공동체는 개발로 인하여 주거지에서 쫓겨나게 되자 사라졌다.
2013년, 기도실에서 종교 의식을 치르던 싱가포르의 불교도 집단의 한 영상이 페이스북에서 퍼지게 되었다. 경찰은 리조트 운영주를 조호르주 코타팅기에서 무슬림용 기도실 (수라우)에서 불교 명상에 쓰도록 불교도 13명에게 허락해준 혐의로 체포하였다. 이 사건은 말레이시아의 이슬람교도들의 눈살을 찌푸리게 하였다. 또한 소셜 미디어에서도 주요 주제가 되었다. 2013년 8월 28일 이후로 논란의 기도실은 코타 팅기의 사람들이 주도한 많은 항의로 사건 발생 21일 만에 허물어졌다. 당시에, 리조트 소유주인 Syed Ahmad Salim은 불법인지 몰랐기에 불교도들에게 명상을 위해 수라우를 쓰게 허락했다고 해명하였다.

## 힌두교

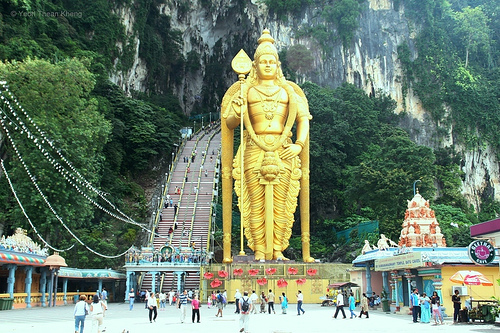
세계에서 가장 큰 무루간 조각상이 있는 바투 동굴.

말레이시아 인구의 9%를 이루고 있는 타밀인의 대다수는 힌두교를 따른다. 힌두교는 이슬람교 이전에 영향력 있었으나, 최근에는 신자는 영국의 고무 플랜테이션에 근무하러 타밀 나두에서 말라야로 건너온 이민자 공동체의 후손들이 대부분이다. 북인도에서 건너온 소규모 공동체 역시도 존재한다.
도심의 사원들은 대개 단일 신을 위해 헌정된 것들이며, 반면 교외의 사원들은 대개 많은 다른 신들을 모시고 있다. 대부분은 이민자들과 함께 들여온 것이다. 대다수의 사원들은 시바를 숭배하는 남인도의 시바파 전승을 따른다. 타이푸삼 및 디왈리 같은 힌두교 축일은 말레이시아의 국경일이다. 1980년대를 시작으로 일어난 여러 신들의 사원으로 전환은 기존 사원을 재건축 및 증축하면서 보통 이뤄졌다. 한층 더 복장해진 숭배 의식도 이 변화와 동반하며 이뤄졌다. 동시에, 좀 더 복잡해진 종교 풍습의 부활이 있었으며, 전통적인 관습을 더 따르려는 성향이 커지고 동물 희생과 같은 관습은 점차 사라지면서, 영어로는 접근할 수 없는 종교 문헌에 접근하기 위한 수단으로 타밀어에 대한 관심이 증가했다.:47–48
힌두교 숭배는 인도계 말레이시아인의 문화적 정체성과 강한 관련성을 띠고 있다. 다른 종교로 개종한 이들은 가족과 인도 공동체에서 배척당할 수 있다. 일부 구루들이 말레이시아 자체 내에서도 생겼으며, 힌두교 축일에 대한 개최 규모를 키운다던가 사회적 차별의 대한 반대에 힘을 가하고 있다.:48
힌두교 사원이 불법 건축물이라는 구실로 정부의 지원을 받아 철거하려는 움직임에 대한 힌두교 공동체의 커져가는 분노가 있다. 50개의 힌두교 NGO로 이뤄진 힌두 인권행동대는 수도인 쿠알라룸푸르 일대로 집중된 대부분의 철거가 이뤄지고 있는 말레이시아 정부의 비공식 정책인 '사원 청소'를 비난하였다. 내각의 한 인도인 장관은 이 철거에 대응해 디파발리를 보이콧하겠다고 위협하기도 했다.

## 기독교

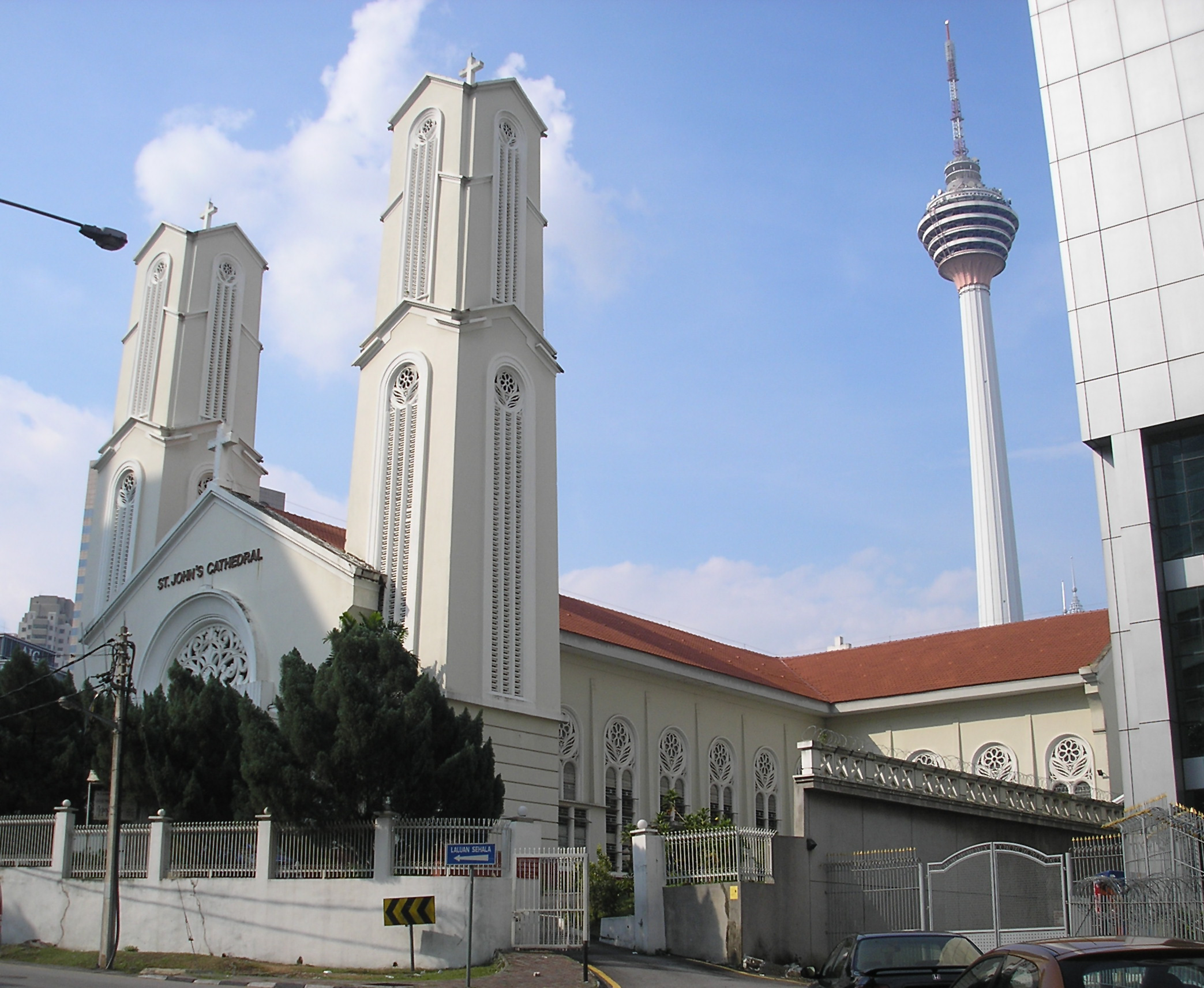
쿠알라룸푸르의 세인트 존스 대성당.

2022년, 말레이시아 인구의 약 9%는 기독교인으로, 대부분이 비말레이계인 부미푸트라로, 일부 중국계 말레이시아인과 인도계 말레이시아인 등도 포함한다. 말레이시아의 기독교인 절반은 가톨릭 교도이다. 대부분의 기독교인들은 동말레이시아에서 찾아볼 수 있으며, 성금요일은 사바주 및 사라왁주 등에서 공휴일로 지정되어 있다. 성탄절은 국경일이며, 부활절은 해당하지 않는다.
중동 지역에서 온 기독교와 관련성을 띠는 교역상들이 오늘날 말레이시아에 7세기경에 도착했다. 가톨릭은 15세기에 포르투갈인들이 들여왔으며, 뒤이어 개신교는 1641년 네덜란드인과 함께 도래했다. 포르투갈의 영향력이 감소함에 따라 개신교가 가톨릭의 빛을 바라게 했다. 기독교는 19세기 영국의 지배 기간에 도착한 선교사들을 통해 더 멀리 퍼져나가 동말레이시아에도 기독교가 도래했다. 초기의 개종은 해협 식민지에 주로 집중됐었다. 선교사들이 반도를 통해 퍼져나갈 때, 이들은 말레이인들을 개종하는 데 실패하고 중국 및 인도 이주민들에게 집중하였다.
기독교는 말레이시아가 점차 이슬람화가 되어 가면서 제한을 받고 있다. 제한 사항들은 새로운 교회 건축 등에 있으며, 기존에 존재하는 것들에 대해서는 운영을 허용하고 있다. 샤알람에서는 어떠한 교회 건축도 허용되지 않고 있다. 기독교인들은 무슬림들의 개종을 시도하려면 안되고 기독교 서적들에서는 비무슬림들을 위한 것이라는 문구가 있어야만 한다. 이와 유사하게, 영화 '패션 오브 크라이스트'는 기독교 시청자들에게로 제한되었다. 2005년 4월에 기독교인 두 명이 모스크 앞에서 기독교 물건을 배포한 혐의로 체포되었으며, 이후에 기소는 취소되었다. 말레이어로 된 기독교 물품들의 배포 제한은 서부보다는 동부 말레이시아에서 덜한 편이다. 성금요일은 동말레이시아에서는 공휴일이지만 국경일은 아니다.
말레이어로 신을 뜻하는 '알라'의 사용은 말레이시아 내에서 논쟁을 야기했는데, 이 단어를 사용하여 말레이어 성경이 금지되었으며, '알라'를 포함한 몇 안되는 단어들을 기독교인들이 사용하는 것을 금지하는 정부의 방책이 1986년에 세워졌다. 성경이 이슬람교 외의 다른 종교들을 전파시키는 데 사용될 수 있고, 이는 헌법에 반하는 것이라 주장되었다. 다른 장관들은 이 판단에 대해 반대하였다. 2005년 모하메드 나즈리 압둘 아지즈는 이를 강행하려 했으나, 그의 장관들 중 일부가 공용어는 어떠한 목적으로도 사용 가능한 것이라 주장했다. 2009년 법원은 가톨릭 '헤럴드'가 알라를 사용할 수 있다는 판결을 내렸으나 2013년에 이 판결이 뒤집혔다. 이 금지는 2011년 말레이시아 정부에서 공인된 각 주들의 상대적 자치권으로 인해 동말레이시아에서는 적용되지 않았다. 토착어인 이반어로 된 성경은 허용되었으며, 이반어에는 신을 뜻하는 단어로 '알라'외에 대체 단어가 없기 때문이었는다. 2021년 3월, 쿠알라룸푸르 대법원은 1986년 금지 조치를 뒤집었으며, 이 판결은 이어진 정치 및 종교적 압박으로, 정부가 빠르게 항소하였다.

## 그 외 종교

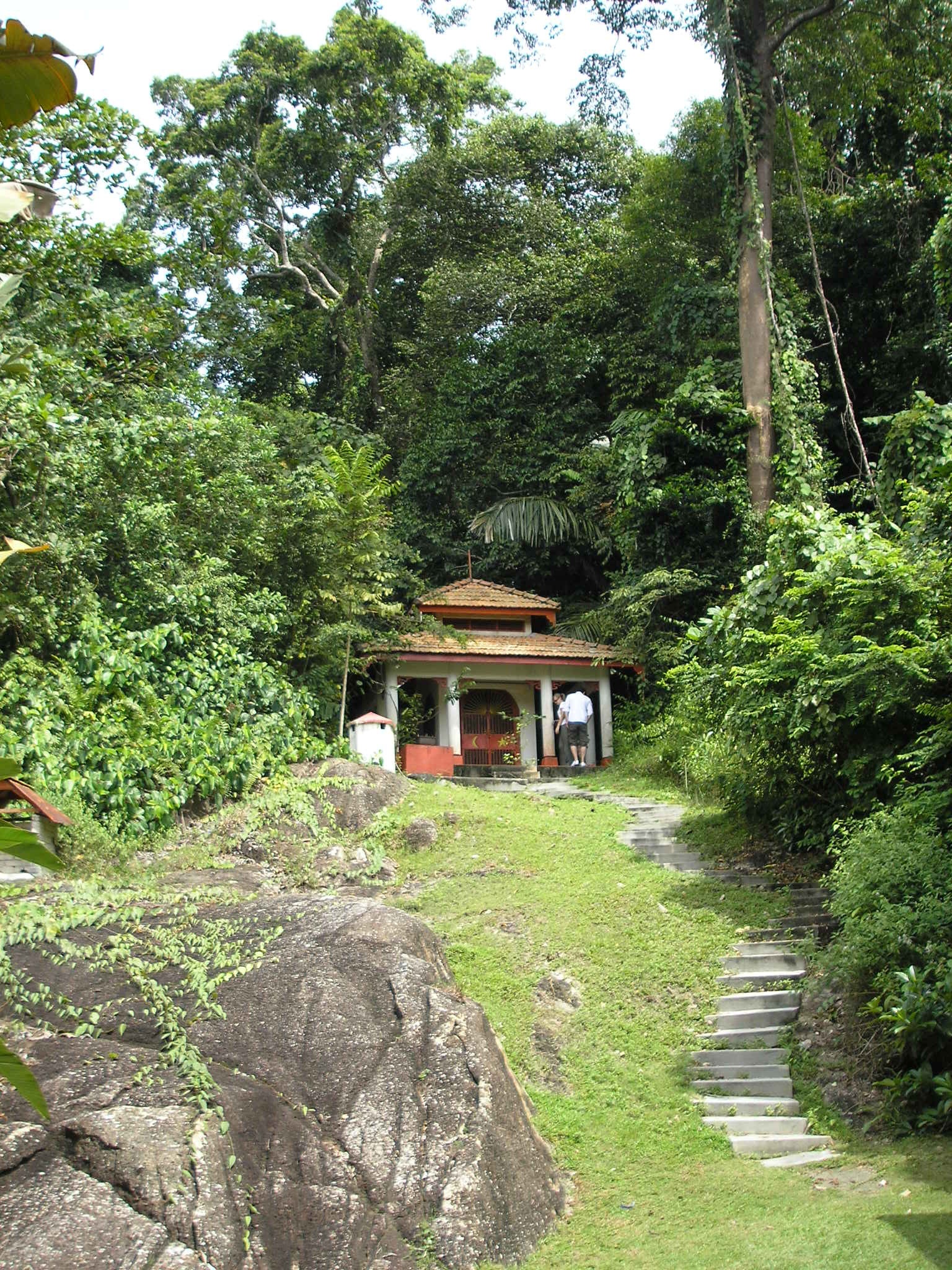
팡코르섬의 다투크 성소.

소규모 시크교도 공동체가 말레이시아 존재하며 경찰 조직을 만들기 위해 영국 정부가 들여온 것이었다. 이들은 시크교를 따르며, 자신들의 성소를 모든 인종, 연령, 성별들에게 개방하고 있다. 어떠한 시크교 축일이 공휴일로 지정된 바는 없으며, 그럼에도 말레이시아 내 120,000명의 신자를 두고 있다. 기독교인들처럼 시크교도들은 자신들의 종교 서적에 신을 뜻하는 '알라'를 사용하지 못하는 압박에 놓여 있다.
페낭섬에 소규모 유대인 공동체가 존재한다. 유대인들은 11세기에 말레이반도와 처음으로 접촉했으며 유대인 무역상들이 당시 케다 술탄국와 랑카수카 등과 교역을 했었다. 말레이시아 내 다수의 유대인들은 페르시아에서 건너왔다. 중국의 공산혁명이 일어나자, 더 많은 유대인들이 동남아시아로 도망쳤다. 하지만 많은 이들이 오스트레일리아 같은 나라들도 이민을 가면서 유대인 공동체는 쇠퇴하였다. 일부 유대교 의식을 치를 만큼 충분한 수가 없어, 1932년 페낭에 설립된 유일한 시나고그는 1976년에 문을 닫았다. 페낭의 유대인 공동묘지에 마지막으로 시신이 안치된 것은 1978년이었다. 1990년대쯤 유대인 공동체는 사라졌고, 현재는 말레이시아 여권을 보유한 유대인이 두 명 정도밖에 없을 것으로 여겨진다.
작은 바하이교 공동체가 말레이시아에 존재하며, 중국인, 유라시아인, 인도인, 토착민 공동체의 신자들로 이뤄져 있다. 1950년 이란인 부부에 의해 말라야에 전래되었으며, 최초의 말레이시아 영적 협의회가 1964년에 선출됐다. 약 2,500명의 자이나교 공동체가 말레이시아에 거주하며, 페락주의 주도 이포에는 동남아 유일한 자이나교 사원이 있다.
이들 대부분은 구자라트인으로, 15세기와 16세기에 말라카로 건너온 이들로 여겨진다.
전통 신앙은 여전히 오랑 아살 사람들이 믿는다. 대략적으로 애니미즘으로 분류되는 이 신앙은 주 정부에 의해 종교로 인정받지는 않았다. 애니미즘적 신앙은 토착민 집단들 사이에 문자가 부재했기에 구전 전승을 통해 전해졌고, 토착민들은 자신들의 신앙을 'agama adat' (전통 종교)라 칭한다. 종교는 다소 다양하며, 최고의 신과 다른 초자연적 신들의 이름과 개념도 다르다. 신앙의 대부분은 자연에 크게 영향을 받으며, 산맥, 나무, 계곡, 강과 같은 물리적인 특징들이 신성시 여겨진다. 자연과 친밀한 관계가 길러지며, 인간과 자연의 관계는 이 종교의 중요한 부분을 차지한다. 사냥이나 채집 같은 일상 활동에도 영적인 의미가 담겨 있다.

## 참고 서적
- Lee, Raymond L. M.; Ackerman, Susan Ellen (1997). 《Sacred Tensions: Modernity and Religious Transformation in Malaysia》. University of South Carolina Press. ISBN 978-1-57003-167-0.